# Eriosema adamaouense
Espèce
Statut de conservation UICN

 CR  : 
En danger critique
Eriosema adamaouense est une espèce de plantes à fleurs de la famille des Fabaceae (ou légumineuses). C'est un buisson endémique des prairies camerounaises dans la région de l'Adamaoua (dans la localité de Hosséré Sillé). Son aire de répartition s'étend sur quelques 4 km2. L'UICN l'a inscrite dans sa liste rouge des espèces menacées, comme une espèce en danger critique d'extinction,.
Elle est décrite comme un petit buisson vivant dans les prairies camerounaises, et mise en danger d'extinction par le broutage excessif des troupeaux, et par les feux.